# Classic (Mac OS X)
Pour les articles homonymes, voir Classic.
Classic est une application de Mac OS X qui permet de faire fonctionner Mac OS 9. Elle ne peut fonctionner que sur les ordinateurs équipés de processeurs PowerPC. Il est ainsi possible de faire fonctionner des applications conçues uniquement pour Mac OS Classic (version 9 et antérieur).
Classic est apparu avec Rhapsody. Elle peut être lancée au démarrage de l'ordinateur, sur demande ou quand une application Classic démarre.
Les nouveaux ordinateurs d'Apple ne pouvant plus démarrer sous Mac OS 9, c'est la seule manière de pouvoir lancer une application conçue pour Mac OS 9.
Depuis la transition d'Apple vers Intel, l'application Classic ne peut plus fonctionner sur les nouveaux ordinateurs équipés de processeurs Intel ni pour toutes les versions de processeurs sous Mac OS X v10.5 Léopard. Pour émuler Mac OS 9, il faudra alors passer par un logiciel spécifique, tel que SheepShaver.